# Zoanthus zansibaricus
Zoanthus zansibaricus är en korallart som beskrevs av Oscar Henrik Carlgren 1900. Zoanthus zansibaricus ingår i släktet Zoanthus och familjen Zoanthidae. Inga underarter finns listade i Catalogue of Life.